# ハンス・コーンバーグ

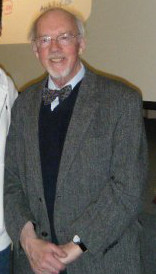
ハンス・コーンバーグ

ハンス・レオ・コーンバーグ（Hans Leo Kornberg、1928年1月14日 - 2019年12月16日）は、ドイツ生まれで、イギリスの生化学者。王立協会特別研究員。主要研究分野は細菌生化学。「コーンベルク」とも呼ばれる。

## 来歴
ノルトライン＝ヴェストファーレン州バート・ザルツウフレン出身で、家系はドイツ系ユダヤ人である。
1939年、ナチス・ドイツの迫害を恐れたコーンバーグは単身イギリスに渡り、ヨークシャーに住む叔父の庇護のもと育った。両親はドイツから出国できなかったという。
シェフィールド大学で理学士号を取得した後、同大学に残りハンス・クレブスの下で「生命体におけるエネルギー変換」（1957）を発表し博士号を取得。1960年から1975年までレスター大学生化学科の学科長を務めた。1965年王立協会フェロー選出。1973年オットー・ワールブルク・メダル受賞。その後、1975年から1995年まで、ケンブリッジ大学生化学科のサー・ウィリアム・ダン学科長、1982年から1995年までケンブリッジ大学クライスツ・カレッジのマスターを務めた。1995年からアメリカ合衆国のボストン大学分子細胞生物学科の教授として生化学の教鞭を執った。
イギリス人文主義者連盟に所属。

## 豆知識
- 蝶ネクタイを好む。その理論的根拠は「普通のネクタイだとブンゼンバーナーに当たるから」。
- マルクス兄弟の熱狂的なファンである。
- 1947年のシェフィールド大学のラグ・マガジン・トウィッカーの編集者だった。